# Čarobnica (Gospodari svemira)
Čarobnica, poznata i kao Zoar, izmišljeni je lik iz franšize Gospodari svemira. Mistična je i moćna čarobnica i čuvarica dvorca Siva Lubanja, pravim imenom Teela Na. Ne može napustiti dvorac Sive Lubanje u ljudskom obliku, jer je njena čarobna moć vezana uz zamak, ali može odletjeti u obliku sokola Zoara. Posjeduje magične moći i sposobnost telepatije pomoću koje upozorava He-Mana na opasnosti koje prijete Eterniji. Njena dužnost je štititi tajne i mudrost koji se kriju u dvorcu Siva Lubanja.

## Povijest lika
Njeno pravo ime bilo je Teela-Na i bila je nekoć mlada djevojka koja je dobila odgovornost postati nova čarobnica dvorca Siva Lubanja. U međuvremenu, dobila je kći Teelu, koju je predala na čuvanje i odgoj Man-At-Armsu. Čarobnica brani dvorac Siva Lubanja te štiti Eterniju na način da je dala Mač Moći He-Manu, a Mač zaštite njegovo sestri She-Ra. Savjetuje He-Mana i pomaže Herojskim ratnicima u borbi protiv Zlih ratnika, predvođenih Skeletorom. Vezana je uz dvorac Siva Lubanja kojeg ne može napustiti u ljudskom obliku, već isključivo kao sokolica Zoar.

## Originalni mini stripoviGospodari svemira
U najranijim mini stripovima iz 1982. godine Čarobnica je prikazana kao ratnica zelene boje kože koja posjeduje magične moći. Pomogla je barbarinu He-Manu dajući mu drevni oklop, mač i štit uz obavezu da mora štititi dvorac Siva Lubanja od prijetnji zlih sila. U sljedećem stripu DC Comicsa, Čarobnica je prikazana kao bjelkinja koja je usko povezana s dvorcem Siva Lubanja iz kojeg crpi svoje moći. Kada joj je god potrebna pomoć za obranu Eternije, javlja se telepatski He-Manu. U ovom obliku bila je poznata pod nazivom Božica. Kada je Skeletor zarobio Božicu, ona je pomoću svoje moći stvorila svog duplikata, kćer Teelu, koju je oslobodio Man-At-Arms i odgojio je kao svoju kćer. Kada je Teela odrasla, Skeletor je nju i Božicu natjerao na međusobni dvoboj i tada su se njih dvije spojile u jedinstvenu osobu.

## Televizijska adaptacija lika

### He-Man i Gospodari svemira (1983. – 1985.)
U originalnoj animiranoj TV seriji prikazano je posve drugačije porijeklo Čarobnice. Ona je u prošlosti bila seoska djevojka Teela Na čije je selo napao Hordak zajedno sa svojom Zlom Hordom. Uspjela je pobjeći iz sela i doći do dvorca Siva Lubanja gdje joj je tadašnja čarobnica Huduk Ungol dala dio čarobnih moći kako bi Teela Na mogla spasiti svoje selo, u zamjenu da Teela Na jednog dana zauzme položaj dotadašnje čarobnice. Nakon što je postala nova čarobnica dvorca Siva Lubanja, čuvala je Mač Moći i Mač Zaštite do trenutka kada ga je trebala predati za to određenim osobama.
Čarobnica je bila jedna od četiri osobe, odnosno stvorenja, koja su znala za tajni identitet princa Adama. Ostalo troje bili su ratnik Man-At-Arms, maleni čarobnjak i trol Orko te zeleni tigar Straško, koji se također preobrazbom pretvarao u Borbenog Mačka.

### Gospodari svemira (1987.)
Čarobnica se pojavljuje kao sporedni lik u igranom filmu Gospodari svemira. Skeletor je na početku filma konačno zauzeo dvorac Siva Lubanja i zarobio Čarobnicu iz koje izvlači njenu moć i životnu enregiju, zbog čega je prikazana kako stari i postaje sve nemoćnija. Za razliku od animiranog serijala, u filmu je odjevena u bijelu haljinu s kapom u obliku kristala na glavi. Kada He-Man konačno porazi Skeletora, Čarobnica je oslobođena i vraća svoju snagu i mladoliki izgled te preuzima nadzor nad zamkom.

### Nove pustolovine He-Mana (1989. – 1992.)
U animiranom filmu Nove avanture He-mana pojavljuje se u kombinaciji odijela u obliku sokola s kromiranim oklopom. Često telepatski savjetuje He-Mana koji odlazi s Eternije na planet Primus kako bi ga obranio od Mutanata koji dolaze u osvajački pohod sa susjednog planeta Denebrije.

### He-Man i Gospodari svemira (2002.)
Nova animirana inkanacija He-Mana i Gospodara svemira počela se prikazivati premijerno na Cartoon Networku 2002. godine. Snimljena je u produkciji kompanije Mike Young Productions. Ova animirana serija bila je vjerna originalu te je u mnogočemu dala posvetu originalnim likovima, čak i po pitanju njihova izgleda. Ipak, čarobnica je bila nešto izmijenjene pojave, iako je i dalje podsjećala na sokola, međutim imala je ukrase koji su joj davali izgled egipatske božice. I ovdje je čuvarica i zaštitnica dvorca Siva Lubanja te osoba koja je predala princu Adamu Mač moći i predala mu odgovornost zaštite čitave Eternije.

## Vanjske poveznice
- Čarobnica dvorca Siva Lubanja - he-man.fandom.com (engl.)